# Cutting Crew
I Cutting Crew sono un gruppo musicale rock britannico nato a Londra nel 1985.

## Storia del gruppo
Il loro primo album è Broadcast, pubblicato nel 1986 (venne nuovamente pubblicato nel 2010, completamente restaurato e con delle tracce bonus).
Includeva anche la canzone (I Just) Died in Your Arms, la loro hit più famosa.
Raggiunse  la prima posizione nelle classifiche americane, e la quarta nel Regno Unito.
La traccia fu inclusa successivamente nella colonna sonora del videogioco Grand Theft Auto: Vice City, che era ambientato negli anni '80.
Nel 2006 la melodia dello stesso pezzo è stata in parte ricalcata da Mika (per il ritornello) per la sua prima hit mondiale, Relax, Take It Easy.
Nel luglio 2019, (I Just) Died in Your Arms viene inserita nel primo episodio  Chapter One: Suzie, Do You Copy?  della terza stagione della serie tv Netflix Stranger Things.
Nel 2020 viene pubblicato l’album Ransomed Healed Restored Forgiven  contenente i successi della band, registrati nuovamente con l’accompagnamento di un’orchestra filarmonica. La versione “Exclusive Deluxe Edition” dell’album contiene tra l’altro il celebre singolo (I Just) Died in Your Arms (7 tracce con accompagnamento orchestrale).

## Formazione

### Formazione attuale
- Nick Van Eede - voce, chitarra ritmica, tastiere (1985 - 1993, 2005 - presente)
- Gareth Moulton - chitarra solista, cori (2005 - presente)
- Sam Flynn - tastiere (2005 - presente)
- Dominic Finley - basso, cori (2005 - presente)
- Tom Arnold - batteria, percussioni, cori (2005 - presente)

### Ex componenti
- Kevin MacMichael - chitarra solista, cori (1985 - 1993)
- Tony Moore - tastiere (1985 - 1993)
- Colin Farley - basso, cori (1985 - 1993)
- Martin Beedle - batteria, percussioni, cori (1985 - 1993)

## Discografia

### Album in studio
- 1986 - Broadcast
- 1989 - The Scattering
- 1992 - Compus Mentus
- 2006 - Grinning Souls
- 2015 - Add To Favourites
- 2020 - Ransomed Healed Restored Forgiven

### Raccolte
- 2003 - The Best of

### Singoli
- 1986 - (I Just) Died in Your Arms
- 1987 - One for the Mockingbird
- 1987 - I've Been in Love Before
- 1988 - Any Colour
- 1988 - (Between A) Rock and a Hard Place
- 1989 - The Scattering
- 1989 - Everything But My Pride
- 1990 - The Last Thing